# Restauration rapide haut de gamme

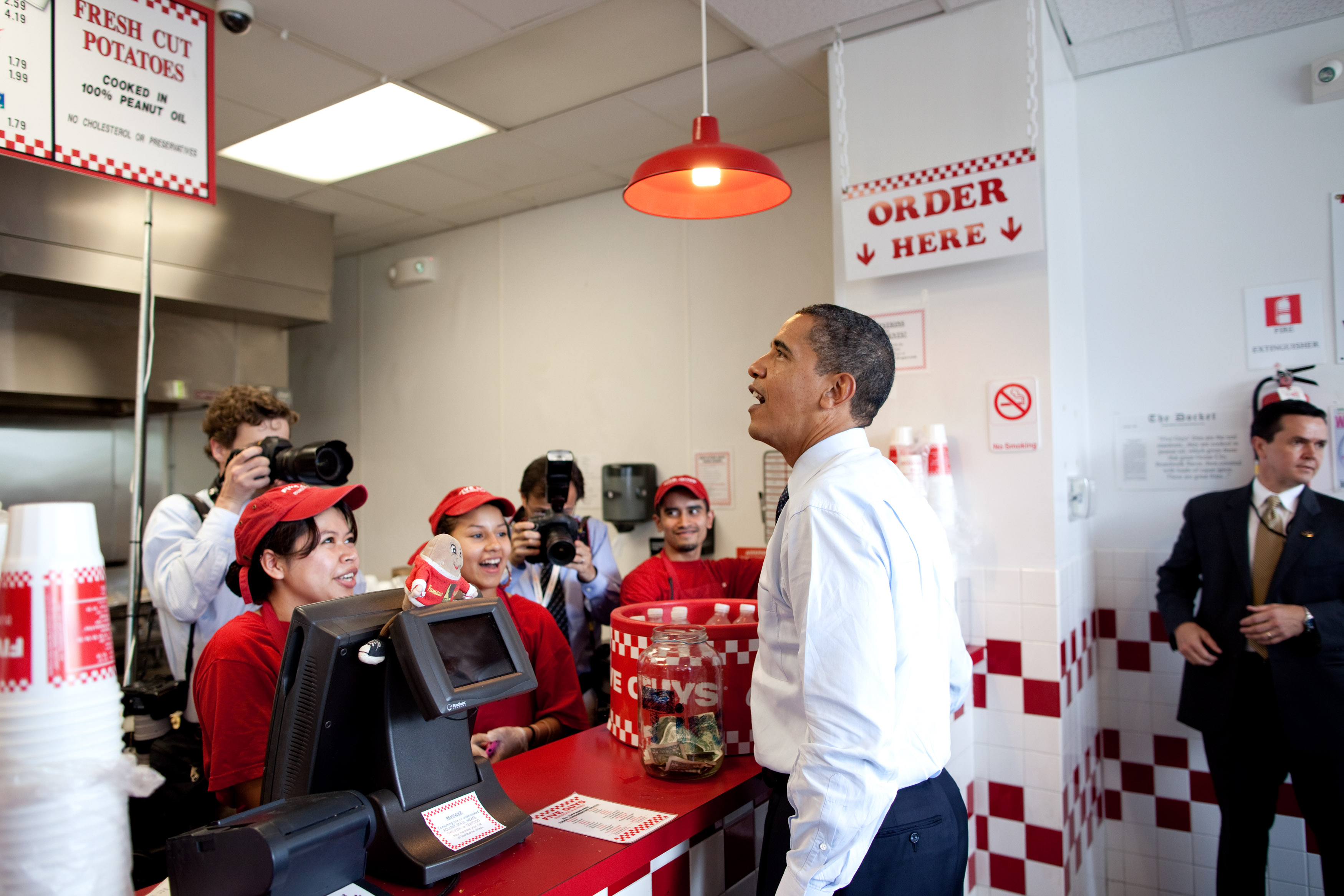
Le président des États-Unis Barack Obama commandant un repas au comptoir de l'enseigne Five Guys en 2009.

La restauration rapide haut de gamme (anglais : fast casual dining) ou fast good, est un mode de restauration au positionnement haut de gamme par rapport à la restauration rapide. Privilégiant les produits frais et les circuits courts, ce concept est né dans les années 1990 aux États-Unis avec des chaînes de magasins comme Five Guys ou Chipotle Mexican Grill.
Le marketing mix de ce type de restaurant articule plusieurs leviers stratégiques, notamment l'offre avec des allégations nutrition et sur le goût, une théâtralisation des préparations face aux clients, ou l'approvisionnement des matières premières, mais cette quête s'apparente parfois à une mission impossible.

## En France
En 2011, la France compte 5 000 à 6 000 unités qui proposent ce type de cuisine. Cette niche de marché s'est développée avec des chaînes de magasins comme Cojean, Exki, Bagelstein et Big Fernand, atteignant en 2016 un chiffre d'affaires de près de 4,7 milliards d'euros, soit 10 % du marché de la restauration rapide, selon Bernard Boutboul, directeur du cabinet Gira Conseil.